# A Preacher epizódjainak listája
Ez a cikk a Preacher című sorozat epizódjait listázza.

## Évados áttekintés
| Évad | Évad | Epizódok | Eredeti sugárzás   | Eredeti sugárzás     | Eredeti adó | Magyar sugárzás   | Magyar sugárzás      | Magyar adó |
| Évad | Évad | Epizódok | Évadpremier        | Évadfinálé           | Eredeti adó | Évadpremier       | Évadfinálé           | Magyar adó |
| ---- | ---- | -------- | ------------------ | -------------------- | ----------- | ----------------- | -------------------- | ---------- |
|      | 1    | 10       | 2016. május 22.    | 2016. július 31.     | AMC         | 2016. május 30.   | 2016. augusztus 1.   | AMC        |
|      | 2    | 13       | 2017. június 25.   | 2017. szeptember 11. | AMC         | 2017. június 29.  | 2017. szeptember 12. | AMC        |
|      | 3    | 10       | 2018. június 24.   | 2018. augusztus 26.  | AMC         | 2018. július 19.  | 2018. szeptember 20. | AMC        |
|      | 4    | 10       | 2019. augusztus 4. | 2019. szeptember 29. | AMC         | 2020. február 20. | 2020. március 19.    | AMC        |

## 1. évad (2016)
| Sor. | Év. | Cím                   | Rendező                     | Író                                                                     | Premier                             | Nézettség   |
| ---- | --- | --------------------- | --------------------------- | ----------------------------------------------------------------------- | ----------------------------------- | ----------- |
| 1.   | 1.  | Pilot                 | Seth Rogen és Evan Goldberg | Történet: Seth Rogen, Evan Goldberg és Sam Catlin Tévéjáték: Sam Catlin | 2016. május 22. 2016. május 30.     | 2,38 millió |
| 2.   | 2.  | See                   | Seth Rogen és Evan Goldberg | Sam Catlin                                                              | 2016. június 5. 2016. június 6.     | 2,08 millió |
| 3.   | 3.  | The Possibilities     | Scott Winant                | Chris Kelley                                                            | 2016. június 12. 2016. június 13.   | 1,75 millió |
| 4.   | 4.  | Monster Swamp         | Craig Zisk                  | Sara Goodman                                                            | 2016. június 19. 2016. június 20.   | 1,14 millió |
| 5.   | 5.  | South Will Rise Again | Michael Slovis              | Craig Rosenberg                                                         | 2016. június 26. 2016. június 27.   | 1,43 millió |
| 6.   | 6.  | Sundowner             | Guillermo Navarro           | Nick Towne                                                              | 2016. július 3. 2016. július 4.     | 1,49 millió |
| 7.   | 7.  | He Gone               | Michael Morris              | Mary Laws                                                               | 2016. július 10. 2016. július 11.   | 1,55 millió |
| 8.   | 8.  | El Valero             | Kate Dennis                 | Olivia Dufault                                                          | 2016. július 17. 2016. július 18.   | 1,65 millió |
| 9.   | 9.  | Finish the Song       | Michael Slovis              | Craig Rosenberg                                                         | 2016. július 24. 2016. július 25.   | 1,57 millió |
| 10.  | 10. | Call and Response     | Sam Catlin                  | Sam Catlin                                                              | 2016. július 31. 2016. augusztus 1. | 1,72 millió |

## 2. évad (2017)
| Sor. | Év. | Cím                 | Rendező                     | Író                         | Premier                                   | Nézettség   |
| ---- | --- | ------------------- | --------------------------- | --------------------------- | ----------------------------------------- | ----------- |
| 11.  | 1.  | On the Road         | Seth Rogen és Evan Goldberg | Sam Catlin                  | 2017. június 25. 2017. június 29.         | 1,69 millió |
| 12.  | 2.  | Mumbai Sky Tower    | Seth Rogen és Evan Goldberg | Sam Catlin                  | 2017. június 26. 2017. június 30.         | 1,35 millió |
| 13.  | 3.  | Damsels             | Michael Slovis              | Sara Goodman                | 2017. július 3. 2017. július 4.           | 1,11 millió |
| 14.  | 4.  | Viktor              | Michael Slovis              | Craig Rosenberg             | 2017. július 10. 2017. július 11.         | 1,19 millió |
| 15.  | 5.  | Dallas              | Michael Morris              | Philip Buiser               | 2017. július 17. 2017. július 18.         | 1,27 millió |
| 16.  | 6.  | Sokosha             | David Evans                 | Mary Laws                   | 2017. július 24. 2017. július 25.         | 1,19 millió |
| 17.  | 7.  | Pig                 | Wayne Yip                   | Olivia Dufault              | 2017. július 31. 2017. augusztus 1.       | 1,25 millió |
| 18.  | 8.  | Holes               | Maja Vrvilo                 | Mark Stegemann              | 2017. augusztus 7. 2017. augusztus 8.     | 1,15 millió |
| 19.  | 9.  | Puzzle Piece        | Michael Dowse               | Craig Rosenberg             | 2017. augusztus 14. 2017. augusztus 15.   | 0,99 millió |
| 20.  | 10. | Dirty Little Secret | Steph Green                 | Mary Laws                   | 2017. augusztus 21. 2017. augusztus 12.   | 1,03 millió |
| 21.  | 11. | Backdoors           | Norberto Barba              | Sara Goodman                | 2017. augusztus 28. 2017. augusztus 29.   | 0,90 millió |
| 22.  | 12. | On Your Knees       | Michael Slovis              | Sam Catlin és Rachel Wagner | 2017. szeptember 4. 2017. szeptember 5.   | 1,10 millió |
| 23.  | 13. | The End of the Road | Wayne Yip                   | Sam Catlin                  | 2017. szeptember 11. 2017. szeptember 12. | 0,97 millió |

## 3. évad (2018)
| Sor. | Év. | Cím                 | Rendező           | Író                      | Premier                                  | Nézettség   |
| ---- | --- | ------------------- | ----------------- | ------------------------ | ---------------------------------------- | ----------- |
| 24.  | 1.  | Angelville          | Michael Slovis    | Sam Catlin               | 2018. június 24. 2018. július 19.        | 0,84 millió |
| 25.  | 2.  | Sonsabitches        | Michael Slovis    | Sara Goodman             | 2018. július 1. 2018. július 26.         | 0,77 millió |
| 26.  | 3.  | Gonna Hurt          | John Grillo       | Gary Tieche              | 2018. július 8. 2018. augusztus 2.       | 0,77 millió |
| 27.  | 4.  | The Tombs           | Wayne Yip         | Mark Stegemann           | 2018. július 15. 2018. augusztus 9.      | 0,75 millió |
| 28.  | 5.  | The Coffin          | Millicent Shelton | Mary Laws                | 2018. július 22. 2018. augusztus 16.     | 0,82 millió |
| 29.  | 6.  | Les Enfants du Sang | Laura Belsey      | Rachel Wagner            | 2018. július 29. 2018. augusztus 23.     | 0,78 millió |
| 30.  | 7.  | Hilter              | Michael Morris    | Carla Ching              | 2018. augusztus 5. 2018. augusztus 30.   | 0,88 millió |
| 31.  | 8.  | The Tom/Brady       | Wayne Yip         | Mary Laws és Kevin Rosen | 2018. augusztus 12. 2018. szeptember 6.  | 0,94 millió |
| 32.  | 9.  | Schwanzkopf         | Kevin Hooks       | Gary Tieche              | 2018. augusztus 19. 2018. szeptember 13. | 0,98 millió |
| 33.  | 10. | The Light Above     | Sam Catlin        | Sam Catlin               | 2018. augusztus 26. 2018. szeptember 20. | 1,02 millió |

## 4. évad (2019)
| Sor. | Év. | Cím               | Rendező           | Író                       | Premier                                | Nézettség   |
| ---- | --- | ----------------- | ----------------- | ------------------------- | -------------------------------------- | ----------- |
| 34.  | 1.  | Masada            | John Grillo       | Sam Catlin és Kevin Rosen | 2019. augusztus 4. 2020. február 20.   | 0,62 millió |
| 35.  | 2.  | Last Supper       | John Grillo       | Gary Tieche               | 2019. augusztus 4. 2020. február 20.   | 0,62 millió |
| 36.  | 3.  | Deviant           | Kevin Hooks       | Sara Goodman              | 2019. augusztus 11. 2020. február 27.  | 0,55 millió |
| 37.  | 4.  | Search and Rescue | Kevin Hooks       | Mark Stegemann            | 2019. augusztus 18. 2020. február 27.  | 0,54 millió |
| 38.  | 5.  | Bleak City        | Jonathan Watson   | Susan Hurwitz Arneson     | 2019. augusztus 25. 2020. március 5.   | 0,53 millió |
| 39.  | 6.  | The Lost Apostle  | Jonathan Watson   | Gary Tieche               | 2019. szeptember 1. 2020. március 5.   | 0,45 millió |
| 40.  | 7.  | Messiahs          | Iain B. MacDonald | Mark Stegemann            | 2019. szeptember 8. 2020. március 12.  | 0,53 millió |
| 41.  | 8.  | Fear of the Lord  | Iain B. MacDonald | Wes Brown                 | 2019. szeptember 15. 2020. március 12. | 0,45 millió |
| 42.  | 9.  | Overture          | Laura Belsey      | Carolyn Townsend          | 2019. szeptember 22. 2020. március 19. | 0,51 millió |
| 43.  | 10. | End of the World  | Sam Catlin        | Sam Catlin                | 2019. szeptember 29. 2020. március 19. | 0,51 millió |